# 世界えだまめ早食い選手権
世界えだまめ早食い選手権（せかいえだまめはやぐいせんしゅけん）とは、新潟県長岡市で開催される枝豆の早食いを競い合うイベントである。例年、7月中に行われ、12000人を超える動員数を誇るイベントである。

## 概要
- 2016年から長岡市内で行われている。日本一の消費量を誇る新潟長岡の枝豆PRと地域の農産物PRを目的としたイベントである。

## 歴史
- 始まりは、若手農家の想いを基に、有志が集まり拡大していった。
- 2016年8月21日 - 第1回世界えだまめ早食い選手権ｉｎ長岡をアオーレ長岡「市民交流ホールA」で開催[1]。
- 2017年7月16日 - 第2回世界えだまめ早食い選手権をアオーレ長岡で開催[2]。
- 2018年7月15日 - 第3回世界えだまめ早食い選手権をアオーレ長岡で開催。
- 2019年7月20日 - 第4回世界えだまめ早食い選手権をアオーレ長岡で開催。
- 2022年7月10日 - 第5回世界えだまめ早食い選手権をアオーレ長岡で開催。

## 主な内容
世界えだまめ早食い選手権
全国、そして世界からえだまめの早食いを競いあう、通称「えだまめファイター」達の熱き戦いを繰り広げる選手権である。
個人戦と団体戦が存在する。
EDAMAME FESTA
子供から大人まで、どんな世代も楽しめる屋台、ブースが集まるフェス